# Markus Breitscheidel
Markus-Josef Breitscheidel (* 15. Oktober 1968 in Cochem) ist ein deutscher investigativer Autor, der in seinem Bestseller Abgezockt und totgepflegt die Zustände in deutschen Altenpflegeheimen anprangert. In Arm durch Arbeit berichtet er über die Bedingungen, unter denen von Arbeitslosengeld II abhängige Leiharbeiter arbeiten müssen.

## Familie
Breitscheidel war der Sohn eines Bauingenieurs und einer Friseurin. Er wuchs, wie er in seinem Buch Nicht auf den Kopf! Meine persönlichen Erfahrungen mit Gewalt in der Familie beschreibt, gemeinsam mit seinen Brüdern in einem Elternhaus auf, das durch einen alkoholkranken und gewalttätigen Vater geprägt war. Die Mutter versuchte mehrfach mit den Kindern dieser Umgebung zu entkommen, was jedoch aufgrund mangelnder finanzieller Mittel scheiterte. Er kritisiert das Wegschauen der Großeltern, Nachbarn, Lehrer und der Ärzte, denen die Gewaltausbrüche des Vaters nicht verborgen blieben.

## Leben
Nach einer Ausbildung zum Steuerfachgehilfen war Breitscheidel als Verkaufsleiter einer Werkzeugfirma tätig. Hier lernte er Günter Wallraff kennen, der ihn bestärkte, als Undercover-Autor 1999/2001 in mehreren deutschen Pflege- und Altenheimen, die ihm das Arbeitsamt vermittelte, als Pflegekraft zu arbeiten. Wallraff verfasste auch das Vorwort zu Breitscheidels Buch, in dem dieser seine Erfahrungen darstellt. Seine Kernaussage: Nicht einzelne Heim- oder Pflegeskandale sind der Skandal, sondern das System der Altenhilfe in Deutschland.
Das im September 2005 erschienene „Enthüllungsbuch“ erregte großes Aufsehen. Breitscheidel war in mehreren Fernsehsendungen zu Gast. Auf der Sachbuch-Bestsellerliste des Spiegel 42/2005 (Oktober) stand sein Buch auf Platz 5 (Vorwoche: Platz 3).
Im Deutschen Ärzteblatt vom 14. Oktober 2005 kommentierte Birgit Hibbeler:

„Sein ‚Enthüllungsbericht‘ […] lässt niemanden kalt. Keiner möchte irgendwann alt und hilflos in einem Heim ‚hinvegetieren‘ oder Angehörige in dieser Situation sehen. Breitscheidels Kritik mag zum Teil berechtigt sein, aber seine Beschreibungen sind subjektive Momentaufnahmen, oftmals oberflächlich und undifferenziert. Dass er als neutraler Beobachter in den Heimen unterwegs war, ist schwer zu glauben.“

Breitscheidel befasst sich weiterhin mit kritischen Themen und gab 2016 ein autobiografisches Buch zur Gewalt gegen Kinder heraus.

## Werke (Auswahl)
- Abgezockt und totgepflegt. Alltag in deutschen Pflegeheimen. Econ, Berlin 2005, ISBN 3-430-11572-8.
- Gesund gepflegt statt abgezockt. Wege zur würdigen Altenbetreuung. Econ, Berlin 2006, ISBN 3-430-30011-8.
- Arm durch Arbeit. Ein Undercover-Bericht. Econ, Berlin 2008, ISBN 978-3-430-30027-8.
- Gewaschen, gefüttert, abgehakt: der unmenschliche Alltag in der mobilen Pflege. Ullstein, Berlin 2012, ISBN 978-3-548-37470-3.
- Nicht auf den Kopf! Meine persönlichen Erfahrungen mit Gewalt in der Familie. Econ, Berlin 2016, ISBN 978-3-430-20199-5.

## Film
- Leiharbeit Undercover; C WDR 2008, zuletzt gesendet am 8. Feb. 2009 auf Phoenix: Film zum Buch Arm durch Arbeit